# 葡萄牙—斯里兰卡关系
葡萄牙－斯里兰卡关系是指葡萄牙和斯里兰卡之间的官方和双边关系。两国在各自首都没有大使馆，葡萄牙在科伦坡只有一个荣誉领事馆，但两国有着长期密切的历史关系。

## 历史
15世纪末16世纪初，葡萄牙人第一次来到斯里兰卡。科提王国的斯里兰卡僧伽罗人不久就与葡萄牙人发生冲突，在这场冲突中，斯里兰卡被击败然后被并入葡萄牙领土。葡萄牙的统治虽然只持续了一个世纪，却在这个国家留下了有影响力的遗产，比如用葡萄牙语命名斯里兰卡，以及天主教会在该国的传播。许多现代斯里兰卡人的名字可以追溯到葡萄牙人，而天主教徒至少占斯里兰卡人口的7 - 10%。

### 现代关系
斯里兰卡和葡萄牙拥有悠久的历史纽带，在英国离开锡兰后就建立了外交关系。
在斯里兰卡与泰米尔伊拉姆猛虎解放组织的战争中，葡萄牙向斯里兰卡政府提供了非官方的支持，尽管提供的支持非常有限。
作为在斯里兰卡重新引入葡萄牙遗产的一部分，2010年前后，斯里兰卡和葡萄牙加强了双边关系。
2019年，斯里兰卡在复活节期间一个教堂遭恐怖分子炸弹袭击，一名葡萄牙公民在爆炸中遇难，葡萄牙对此表示谴责。